# Зимске параолимпијске игре 2014.
Зимске параолимпијске игре 2014. ( рус. Зимние Паралимпийские игры 2014 ), 11. Зимске Параолимпијске игре, а такође шире познате каo Сочи 2014, биле су међународна мултиспортска манифестација за спортисте са инвалидитетом којом управља Међународни параолимпијски комитет (МПК), која се одржала у Сочију, Русија, од 7. до 16. марта. На Играма је учествовало 45 националних параолимпијских комитета (НПК), које су биле први пут да је Русија икада била домаћин Параолимпијских игара. Игре су укључивале 72 медаље у пет спортова, а деби сноуборда био је на Зимским параолимпијским играма. 
Уочи ове Параолимпијске игре сусрели су се са забринутошћу у вези са руском војном интервенцијом на оближњем полуострву Крим у Украјини месец дана пре отварања игара. Шеф украјинског НПК је изјавио да ће повући своје спортисте ако ситуација ескалира, док су Уједињено Краљевство и Сједињене Државе одлучиле да не шаљу владине делегације на Игре. Криза на крају није имала утицаја на учешће спортиста, али чланови украјинског тима су организовали симболичне протесте због кризе током Игара (укључујући и све осим носиоца заставе земље који су седели ван параде нација на церемонији отварања).

## Избор домаћина
Као део формалног споразума између Међународног параолимпијског комитета и Међународног олимпијског комитета који је први пут успостављен 2001. године, победник понуде за Зимске олимпијске игре 2014. такође је требало да буде домаћин Зимских параолимпијских игара 2014. године.  После другог и последњег круга гласања на 119. заседању МОК-а у Гватемала Ситију, Гватемала, 4. јула 2007., граду Сочију су додељене Зимске олимпијске и Параолимпијске игре 2014. 
| Град      | Држава       | 1. коло | 2. коло |
| Сочи      | Русија       | 34      | 51      |
| Пјонгчанг | Јужна Кореја | 36      | 47      |
| Салцбург  | Аустрија     | 25      | —       |

## Контроверзе
Иако је забринутост око ЛГБТ права и даље имала незнатан утицај на Игре, била је у сенци руске анексије Крима која је почела током Олимпијаде, али је постала озбиљна непосредно пре Параолимпијских игара.

### Руска анексија Крима
Од 27. до 28. фебруара 2014. године, након украјинске револуције, руске трупе су преузеле контролу над већим делом полуострва Крим у Украјини који се налази на северној обали Црног мора — отприлике 480 км од Сочија,  укључујући цивилне зграде, аеродроме и војне базе.  Руско законодавство је 1. марта 2014. одобрило употребу руске војске у Украјини, а руски званичници су изјавили да њихове војне снаге на Криму нису кршење постојећих споразума између Русије и Украјине.  Украјински одговор је пригушен у покушају да се пронађе дипломатско решење, без војне акције украјинске владе, која је формирана у Кијеву мање од недељу дана пре интервенције. Русија је обећала да ће трупе остати док се политичка ситуација не "нормализује".  Референдум о томе да ли ће се Крим одвојити од Украјине одржан је 16. марта 2014 — истог дана када је и церемонија затварања ових Игара. 
Ефекти ових догађаја довели су до неколико значајних политичких акција око Параолимпијских игара. Британски премијер Дејвид Камерон је 2. марта 2014. објавио да званичници британске владе планирају да бојкотују Зимске параолимпијске игре 2014. као одговор на ситуацију на Криму, док је принц Едвард отказао планове да отпутује у Сочи на Игре „по савету владе. "   Дана 3. марта 2014, портпаролка Савета за националну безбедност Сједињених Држава Кејтлин Хејден најавила је да Сједињене Државе уопште неће слати председничку делегацију у Сочи (коју је требало да предводи Теми Дакворт ), „поред осталих мере које предузимамо као одговор на ситуацију у Украјини“. Ниједан од бојкота није утицао на учешће њихових спортиста на Играма; Хејден је додао да „ председник Обама наставља да снажно подржава све америчке спортисте који ће учествовати на Параолимпијским играма и жели им велики успех”.  
Тим Украјине је и даље учествовао на Играма, али је Валериј Сушкевич, председник Националног параолимпијског комитета земље, упозорио да „ако дође до ескалације сукоба, интервенције на територији наше земље, не дај Боже најгоре, нећемо да останемо овде. У знак симболичног протеста, украјински тим је одбио да учествује у паради нација на церемонији отварања, пославши само свог барјактара Михајла Ткаченка—који је изазвао овације публике.  Неки украјински освајачи медаља виђени су како покривају своју медаљу руком током церемонија као још један облик тихог протеста, Сушкевич је навео да је покривање „демонстрација да су агресија и високи идеали параолимпијског спорта неспојиви”. 

### Допинг скандал
Дана 18. јула 2016. године, Светска антидопинг агенција објавила је први део независног извештаја са детаљима о државно спонзорисаном допинг програму у руском олимпијском и параолимпијском спорту, који координира Министарство спорта земље и Федерална служба безбедности (ФСБ), где је позитиван, узорци урина су замењени у корист чистих како би се избегло откривање .  МПК је пронашао доказе да је дошло до замене позитивних узорака током Зимских параолимпијских игара 2014.    
Међународни параолимпијски комитет је 7. августа 2016. објавио да је суспендовао Руски параолимпијски комитет . Земљи је забрањено учешће на Летњим параолимпијским играма 2016 . На Зимским параолимпијским играма 2018, РПК је остао суспендован, али је МПК дозволио спортистима који су били негативни да се такмиче неутрално под параолимпијском заставом (одражавајући сличну одлуку МОК-а за Зимске олимпијске игре 2018. ).   

### ЛГБТ права
Забринутост око права ЛГБТ особа у Русији и закона о „геј пропаганди“ у земљи настављена је и на Параолимпијским играма. Дана 4. фебруара 2014, норвешки отворено геј министар здравља Бент Хоие најавио је да ће присуствовати Играма са својим мужем, као што је уобичајено да званичници кабинета путују са својим супружницима.  Федерација геј игара је такође покренула петицију којом позива председника МПК-а Филипа Крејвена да не присуствује Играма ако руске власти не дозволе да Отворене игре Русије, мулти-спортски догађај за ЛГБТ спортисте који су организатори покушали да одрже пре Параолимпијских игара, јављају. Ове игре су биле суочене са претњом бомбом, а њихова места су се произвољно повукла из пружања услуга за догађаје, за шта се веровало да је резултат притиска владе. 